# Prorhachis granulosa
Prorhachis granulosa är en insektsart som beskrevs av Scudder, S.H. 1875. Prorhachis granulosa ingår i släktet Prorhachis och familjen Romaleidae. Inga underarter finns listade i Catalogue of Life.